# Liste nicht gebürtiger Speyerer
Die Liste nicht gebürtiger Speyerer enthält Personen mit Bezug zur Stadt Speyer, die weder dort geboren noch zu deren Ehrenbürgern ernannt wurden.

## Bis 1700 geboren
- Rucker von Lauterburg (1400–1466), Rektor der Universität Leipzig, Generalvikar in Speyer
- Johann von Mutterstadt (1400–1472), Domvikar und Historiker
- Jakob Wimpfeling (1450–1528), Humanist, Domvikar und Domprediger
- Johann Kranich von Kirchheim (~1455–1534), adeliger katholischer Priester, Domherr im Fürstbistum Speyer
- Johann von Hattstein († 1546), deutscher Johanniter-Großprior und Präsident des Reichskammergerichts
- Wilhelm Werner von Zimmern (1485–1575), Richter am Reichskammergericht, Historiker
- Johann Renner (1525–1583), Notar und Chronist
- Johann Sebastian von Hirnheim († 1555), Richter am Reichskammergericht, im Dom begraben
- Caspar Schober (1504–1532), Richter am Reichskammergericht, Epitaph im Dom
- Wilhelm Besserer (um 1539 – 1601), Maler und Kartograph, wahrscheinlich auch in Speyer geboren
- Franz Jügert (1563–1638), Syndikus der Stadt Speyer und kurpfälzischer Assessor am Reichskammergericht
- Johann Konrad Schragmüller, Theologe und Hochschullehrer an der Universität Marburg
- Johann Seger Ruland (1683–1745), Handelsmann, entwickelte in Speyer eine neue Rebsorte, die nach ihm Ruländer genannt wird

## 18. Jahrhundert
- Adrian Andreas Pfannenschmidt (1724–1790), Färberei-Besitzer und Unternehmer
- Christoph Mähler (1736–1814), kath. Stadtpfarrer zur Zeit der französischen Revolution und Besetzung
- Andreas Riem (1749–1814), Theologe und Publizist der Aufklärungszeit, Advokat in Speyer, starb im Bürgerhospital
- Franz Joseph Pfeiffer (1772–1847), Salzamtmann, geadelt, Großvater von Henry Villard
- Georg von Jäger (1778–1863), Pädagoge, geadelt
- Ludwig von Redwitz (1779–1848), Oberzollinspektor in Speyer, Vater des Dichters Oskar von Redwitz
- Wilhelm von Horn (1784–1847), Militärkommandant der Pfalz, Generalmajor der Bayerischen Armee
- Joseph Kellerhoven (1789–1849), Maler
- Franz Alwens (1792–1871), Pfälzischer Regierungspräsident
- Friedrich Magnus Schwerd (1792–1871), Naturwissenschaftler
- Peter Gayer (1793–1836), Kreisarchivar, Zeichner und Historiker
- Christian Heinrich Gilardone (1798–1874), Dichter

## 19. Jahrhundert
- Johann Carl Koch (1806–1900), deutscher Maler
- Johann Baptist Benz (1807–1880), Komponist und Domkapellmeister
- Maximilian Joseph von Lamotte (1809–1887), Vize-Regierungspräsident, Vorsitzender des 1. Dombauvereins
- Eduard Rottmanner (1809–1843), Komponist und Domkapellmeister
- Ludwig Schandein (1813–1894), Kreisarchivar, Historiker, Mundartdichter
- Gottfried Renn (1818–1900), Bildhauer, der in Speyer Jahrzehnte wirkte. Speyerer Ehrung: Gottfried-Renn-Weg
- Conrad von Bolanden (1828–1920), katholischer Priester und Schriftsteller
- Wilhelm Metz (1828–1888), Zeichenlehrer, Komponist
- Hippolyt August Schaufert (1834–1872), Dichter
- Johann Jelaćić (1840–1899), Orgelbauer
- Eugen Jäger (1842–1926), Verleger und Publizist, Abgeordneter zum Bayerischen Landtag und zum Deutschen Reichstag
- Otto Hörmann von Hörbach (1848–1923), Mediziner
- Joseph Niedhammer (1851–1908), Komponist und Domkapellmeister
- Lukas Grünenwald (1858–1937), Pädagoge, Historiker
- Barbara Pfister (1867–1909), Stigmatisierte, Grab als Pilgerstätte auf dem Hauptfriedhof
- Maria Joseph Weber (1887–1949), Pater, Schriftsteller, langjähriger Oberer des Missionskonviktes St. Guido
- Edith Stein (1891–1942), Heilige der katholischen Kirche, wirkte als Lehrerin in Speyer
- Wilhelm Schulte II. (1896–1977), Architekt und Kirchenbaumeister

## 20. Jahrhundert
- Georg Tochtermann (1920–2013), Träger des Verdienstordens des Landes Rheinland-Pfalz
- Elisabeth Alschner (1929–1997), Arbeiterin, Gewerkschafterin und Kommunalpolitikerin in Speyer
- Helmut Kohl (1930–2017), Bundeskanzler, Förderer und Freund der Stadt und des Domes, beigesetzt auf dem Alten Friedhof
- Artur Schütt (1932–2024), Pädagoge, Librettist und Autor, Schulleiter des Gymnasiums am Kaiserdom, Mitgründer der „Winkeldruckerey“
- Bernhard Linvers (1937–2022), Träger des Verdienstordens des Landes Rheinland-Pfalz
- Peter Schmidt (* 1938), Journalist und Autor, Chefredakteur der Speyerer Tagespost
- Bernd Benedix (1943–2013), Bildhauer
- Norbert Becker (* 1949), Direktor der KABS Speyer, Hochschullehrer und Präsident der World Mosquito Control Association
- Clemens Jöckle (1950–2014), Kunsthistoriker, Leiter der Städtischen Galerie Speyer
- Frank-Joachim Grossmann (* 1958), Graphiker und Künstler
- Günter Flory, Träger des Verdienstordens des Landes Rheinland-Pfalz
- Georg Pfeifenroth, Träger des Verdienstordens des Landes Rheinland-Pfalz
- Hans-Joachim Spengler, Träger des Verdienstordens des Landes Rheinland-Pfalz